# Матіїв Василь Васильович
Васи́ль Васи́льович Маті́їв — полковник Збройних сил України, учасник російсько-української війни, командир 5-ї окремої штурмової бригади.

## Життєпис
У Збройних силах України 2014 року. Брав участь в АТО на сході України. Пройшов шлях від командира взводу, роти до командира батальйону в десантно-штурмових військах Збройних Сил України. Виконував бойові завдання по всій лінії зіткнення на сході країни (в Луганській та Донецькій областях): Георгіївка, Лутугине, Новосвітловка, Хрящувате, Луганський аеропорт, Щастя, Станиця Луганська, Трьохізбенка, Попасна, Шуми, Залізне, Південне, Торецьк, Піски та ін.
З початку російського вторгнення в Україну виконував спеціальні бойові завдання на півночі Київщини та Чернігівщини, а також у районі чорнобильської зони відчуження аж до моменту деокупації цих територій.
Від середини 2022 і до кінця 2023 року обіймав посаду заступника командира 68-ї окремої єгерської бригади імені Олекси Довбуша. Особисто очолював штурмові операції на найгарячіших напрямках на Харківщині та Донеччині. З початку грудня 2023 року очолив 5-ту окрему штурмову бригаду.

## Нагороди
- орден Богдана Хмельницького I ступеня (29 липня 2025) — за особисту мужність, виявлену у захисті державного суверенітету та територіальної цілісності України, самовіддане виконання військового обов'язку[2].
- орден Богдана Хмельницького II ступеня (18 липня 2023) — за особисту мужність, виявлену у захисті державного суверенітету та територіальної цілісності України, самовіддане виконання військового обов’язку[3];
- орден Богдана Хмельницького III ступеня (1 серпня 2017) — за  особисту мужність і самовіддані дії, виявлені у захисті державного суверенітету та територіальної цілісності України, зразкове виконання військового обов’язку[4].